# M検

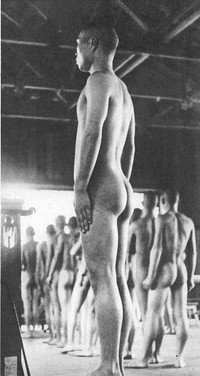
1941年頃の日本で行われていた徴兵検査の光景

M検（エムけん）とは、戦前の軍隊・学校・刑務所などで行われた男性の生殖器露出検査を意味する俗語である。
サンスクリット語の男根を意味する「魔羅」に由来する「M」や英語の "Membrum" の頭文字から由来する「M」から取ったものと言われ、男性器を検査することを「M検」と呼ばれるようになった。
M検は1871年春に大阪兵学寮で行われた日本で最初の徴兵検査が始まりである。
この検査を実施したのは堀内利國、長瀬時衡らが、オランダ軍医のアントニウス・ボードウィンからの助言でオランダの海陸軍撰兵検査条例を参考とし、疾病や欠損があれば兵役に適さない者として除外を目的としたものである。集団生活を送る軍隊にとっては性病の蔓延は規律や風紀を乱すものとして厳しく取り締まらなければならない重要事項であるからである。
M検査は被験者を全身脱衣させ、性器や肛門を検査した。検査の内容は鼠径部、睾丸、陰茎の目視と触診を行い、包皮をめくり、亀頭を露出させ、陰茎を按圧して性病の罹患を検査し、肛門部では臀部を開脚させ、痔疾、痔瘻の有無を検査した。
「陸軍身体検査規則」（1928年3月26日陸軍省令第9号／昭和3年第15号）第二十三条七号で軍隊での検査方法が確立された。
「陰部ノ検査ハ受検者ヲシテ脱褌セシメ両脚ヲ開キ検者ニ正面シテ立タシメ鼠蹊部、陰茎、陰嚢、精系、睾丸及副睾丸ノ異常ノ有無ヲ検査シ排尿ノ難易、遺尿ノ有無ヲ検シ必要アルトキハ排尿セシメテ尿ノ性状ヲ検査ス」とした。
徴兵検査場では国防婦人会の女性達を臨席させて徴兵検査の様子を見せることもあったと言われる。
学校では熊本市の旧制第五高等学校で入学志願者に対して身体検査の一部として取り入れていたが、1907年に旧制第一高等学校の入学志願者に身体検査の一部として実施したことから、その後、本格化し、全国的に旧制高等学校だけでなく師範学校、大学予科や専門学校まで拡がり、男子入学志願者を対象にM検が行われ、更に企業の就職試験でもM検が採用されるようになった。
これは旧制第一高等学校で前年の1906年に在校生を対象に検尿を行ったところ、30～40％の学生が花柳病に罹患していたことが判明し、学生風紀の乱れを正す意味で、花柳病患者は「素行不良者」として高等学校に入学させない方針が採用されたからである。
登楼するような人物は「将来あるエリートとして教育を受ける資格はない」と高等学校が判断したことである。花柳病の罹患の跡があれば例え治癒していたとしても不合格とさせる程の厳格な検査が行われ、身体検査の枠を超えて素行調査の意味合いを持たせていた。M検は花柳病の罹患の他に泌尿器病として、尿、皮膚病、精索静脈瘤、鼠径ヘルニア、色素沈着、包茎、恥垢の検査項目があった。
作家、外村繁は私小説「澪標」で国民徴用令の予備検査で町医者から「ひどい包茎だね」と指摘され、旧制第三高等学校試験の身体検査では医師から「自慰をしているな」と言い渡され、屈辱的な感情で検査場を去った記述がある。同じく、作家の野呂邦暢の私小説「草のつるぎ」で医師に性器を絞り上げられることで娑婆と決別し別世界に入ったことを描写している。他には作家、笹岡作治は海兵団入隊時のM検で青年が医師から強制的に勃起させて亀頭を露出されている風景を描いている。海軍では定期検査で即席の包茎手術が行われることがあり、二人がかりで強引に包皮をめくられ、亀頭が露出することを「日の丸が揚がった」と描写している。
1935年11月15日発刊の読売新聞九面の健康相談では入営を前にした青年が包茎は恥ずべき病気ではないかとの相談を寄せている程、M検での影響を伺わせている。
このM検は戦後、人権意識の高まりや売春防止法の成立により東京大学では1957年の入学試験で廃止され、他の大学でも次第に廃止されたが、一部の大学では愛媛県の松山商科大学が1970年代まで行っていた。自衛隊では男子自衛官の身体検査として行われていたが、現在では問診で代用されている。広島県警で1988年に採用試験で性病検査の目的で下半身の触診を行ったことで部落解放同盟から人権侵害であるとの申し入れがあった。